# Геллер, Михаил Яковлевич
Михаи́л Я́ковлевич Ге́ллер (31 августа 1922, Могилёв, БССР — 3 января 1997, Париж, Франция) — историк, публицист, писатель, критик, диссидент. Автор ряда книг, исследующих различные аспекты русской истории и литературы советского периода, издававшихся в Англии, Франции, Польше, Венгрии и других странах. Зарекомендовал себя как один из крупнейших советологов. Его работы более известны за пределами России.

## Биография
Михаил Яковлевич Геллер родился в Могилеве в 1922 году. Окончив исторический факультет Московского университета, работал преподавателем высшей школы.
В 1950 году был арестован и приговорён к 15 годам лагерей. Отсидел 7 (по другим данным 6) лет. В 1957 г. освобождён из тюрьмы. В 1963 г. (по другим данным в 1957) был вынужден уехать из СССР.
Жил в Варшаве, затем — в Париже, где получил звание профессора Сорбонны. В 1983 г. был лишён гражданства СССР.
В эмиграции написал несколько фундаментальных исторических трудов, в том числе — в соавторстве с другим известным историком-диссидентом Александром Некричем — многотомную работу «Утопия у власти», об истории Советского Союза. В соавторстве они написали три тома, после смерти Некрича Геллер написал четвёртый. До 1994 года его книги издавались только за рубежом. Начиная с 1994 года многие книги были переизданы в России.
В течение ряда лет вёл регулярную хронику в парижской газете «Русская мысль», подборка которой была выпущена в России в виде книги «Глазами историка. Россия на распутье. 1990—1995». Под псевдонимом Адам Кручек (Adam Kruczek) вёл постоянную рубрику «Русские заметки» в польском литературно-политическом журнала «Культура», выпускающемся в Париже.
Скончался в Париже в 1997 г.
Сын — Леонид Геллер (р. 1945) — филолог, культуролог, профессор Лозаннского университета